# Indian Open 1979
L'Indian Open 1979 è stato un torneo di tennis giocato sulla terra rossa. È stata la 7ª edizione dell'Indian Open, che fa parte del Colgate-Palmolive Grand Prix 1979. Il torneo si è giocato a Bombay in India, dal 19 al 25 novembre 1979.

## Campioni

### Singolare maschile
Vijay Amritraj ha battuto in finale  Peter Elter con il punteggio di 6–1, 7–5

### Doppio maschile
Chris Delaney /  James Delaney hanno battuto in finale  Thomas Furst /  Wolfgang Popp con il punteggio di 7–6, 6–2